# 北区花火会
北区花火会（きたくはなびかい）は東京都北区荒川河川敷・岩淵水門付近において、9月または10月の秋口に行われる花火大会である。

## 概要
第1回は2012年10月20日に行われた。公式タイトルは「（開催年）北区花火会」であり、「大会」と名付けなかった理由として民間の手による手作りの催しであるためとしている。
毎年9月下旬から10月中旬に開催され、東京都内では2017年以降の調布市花火大会に次いで遅い花火大会となる。打ち上げ規模は5000発（2012年）から10000発（2023年）である。

## 交通など
- 東京メトロ南北線赤羽岩淵駅、志茂駅より徒歩20分
- JR東日本赤羽駅より徒歩25分
- 赤羽駅・王子駅発王57系統岩淵町停留所より徒歩15分